# Domenico Schierano
Domenico Schierano (Torino, 4 settembre 1896 – Torino, 8 dicembre 1957) è stato un ciclista su strada italiano.
Fu professionista dal 1919 al 1926.

## Carriera
Da dilettante, si impose nel Giro del Piemonte, nella Coppa del Re e nella Torino-Milano nel 1917. Da professionista ottenne solo piazzamenti, con due quinti posti al nel Giro d'Italia del 1920 e nel Giro d'Italia del 1922. Nel 1922 vinse la classifica isolati.

## Palmarès
- 1917 (dilettanti)

Giro del Piemonte

## Piazzamenti

### Grandi giri
- Giro d'Italia

1920: 5º
1922: 5º
1923: 27º

### Classiche
- Milano-Sanremo

1917: 11º
1919: 15º
- Giro di Lombardia

1916: 7º
1919: 7º